# Claudio Golinelli
Claudio Golinelli (Piacenza, 1 mei 1962) is een Italiaans voormalig weg- en baanwielrenner die van 1984 tot 1993 actief was als  profwielrenner.
Voor Golinelli prof werd won hij onder andere het Italiaans kampioenschap op de weg bij de amateurs in 1981 en de Gran Premio della Liberazione in 1984.
Bij de profs won hij op de weg de Millemetri del Corso di Mestre in 1989 en 1992 en de proloog van de Siciliaanse wielerweek in 1990. 
Als baanwielrenner specialiseerde hij zich in sprint en de keirin. Tijdens de Wereldkampioenschappen baanwielrennen van 1989 won hij beide onderdelen nadat hij een jaar eerder al de beste was op de keirin.

## Palmares

### Baanwielrennen
| Jaar             | IK               | EK               | WK               | Overig           |
| Als professional | Als professional | Als professional | Als professional | Als professional |
| ---------------- | ---------------- | ---------------- | ---------------- | ---------------- |
| 1985             | keirin           | sprint           |                  |                  |
| 1986             | sprint           | sprint           |                  |                  |
| 1987             | keirin           |                  | sprint, keirin   |                  |
| 1988             | sprint, keirin   |                  | keirin, sprint   |                  |
| 1989             | sprint           |                  | sprint, keirin   |                  |
| 1990             | sprint, keirin   |                  | sprint, keirin   |                  |
| 1991             | sprint, keirin   |                  | keirin           |                  |